# 目标受众
在營銷領域，目标受众或稱目标顾客、目标客群等（英語：Target audience），被理解為一定數量的市場參與者，他們對傳播政策措施的反應比整個市場更一致。市場區隔是根據相關特徵尋找目標群體的基礎。
任何類型的利益相關者群體都可以被視為目標群體，不僅是消費者，還包括批發商或意見領袖。
在社會工作中，目標群體是特定措施或提議針對的人。 這些可以是個人、家庭或團體，他們自己提出支持請求，或者被歸類為需要第三方（機構或類似機構）幫助的人。

## 参見
- 细分市场
- 消费者行为